# Tablice rejestracyjne w województwie bialskopodlaskim
Województwo bialskopodlaskie istniało w latach 1975−1998, od 1976 wydawało własne tablice rejestracyjne. Wydało ono dwa z trzech przypisanych mu wyróżników: BP i BA (stosowany tylko w motorowerach), nieużywanym wyróżnikiem było BS. Od początku stosowana była ścisła rejonizacja. Po reformie administracyjnej 1 stycznia 1999 wyróżniki były w dalszym ciągu stosowane na terenie byłego województwa aż do czasu wprowadzenia nowych tablic tj. do 30 kwietnia 2000.

## Tablice pojazdów prywatnych
Tablice samochodowe jednorzędowe
- Zasób 1: BPA, BPB, BPC, BPD, BPE, BPF, BPG, BPK, BPL, BPM, BPO, BPR, BPS, BPT, BPU, BPV, BPW, BPX, BPZ

Tablice przyczep
- Zasób 1: BPN, BPP

Tablice motocyklowe i ciągników rolniczych
- Zasób 1: BPA, BPC, BPE, BPF, BPM, BPN, BPT, BPW, BPY

Tablice motorowerowe
- Zasób 1: BPA, BPB, BPE, BPH, BPI, BPJ, BPL, BPM, BPN, BPO, BPR, BPT, BPU, BPV, BPX (dublowanie z tablicami samochodów i ciągników)
- Zasób 2: BAC, BAR, BAS, BAM, BAU, BAV, BAW, BAX, BAY

### Rejonizacja
- BPA – Biała Podlaska
- BPB − Biała Podlaska
- BPC – Parczew
- BPD − Biała Podlaska
- BPE − Biała Podlaska
- BPF − Biała Podlaska
- BPG − Biała Podlaska
- BPK – Łosice
- BPL − Łosice
- BPM – Międzyrzec Podlaski
- BPO − Międzyrzec Podlaski
- BPR – Radzyń Podlaski
- BPS − Radzyń Podlaski
- BPT – Terespol
- BPU - Terespol
- BPW – Wisznice
- BPV − Parczew
- BPX − Radzyń Podlaski
- BPZ − Międzyrzec Podlaski

### Wyróżniki niewykorzystane
- Wyróżnik BA: BAA, BAB, BAD, BAE, BAF, BAG, BAH, BAI, BAJ, BAK, BAL, BAN, BAO, BAP, BAT, BAZ
- Wyróżnik BS: BSA, BSB, BSC, BSD, BSE, BSF, BSG, BSH, BSI, BSJ, BSK, BSL, BSM, BSN, BSO, BSP, BSR, BSS, BST, BSU, BSV, BSW, BSX, BSY, BSZ

## Tablice pojazdów państwowych
Wydawano je od 1976 do 1992 roku.
Samochody
- BPA ***B, ***C, ***D, ***E, ***S
- BPG ***B, ***D, ***E, ***F, ***G
- BPL ***B, ***D, ***G, ***S
- BPM ***B, ***D, ***M, 501S-999S
- BPR ***B, ***C, ***E, ***G, ***H, ***K
- BPT ***S
- BPV ***B, ***S
- BPW ***S

Przyczepy
- BPA ***P, ***R
- BPG ***P, ***X, ***Y
- BPL ***P
- BPM ***P
- BPP ***P
- BPR ***P, ***U, ***X, ***Y, ***Z
- BPT ***P
- BPV ***P
- BPW ***P

Ciągniki rolnicze i motocykle
- BPA 001S−100S
- BPB ***M
- BPG 001G-050G
- BPM 001S-500S
- BPR ***E, ***G, ***H, ***K, ***S

## Inne
- Tablice tymczasowe − A5-A9
- Tablice badawcze − XBP, XBA
- Tablice cudzoziemskie − IBP, IBA